# USDノヴェーゼ
ユニオーネ・スポルティーヴァ・ディレッタンティスティカ・ノヴェーゼ（イタリア語: Unione Sportiva Dilettantistica Novese）は、イタリア・ノーヴィ・リーグレを本拠地とするサッカークラブである。2015-16シーズンはセリエD・ジローネAに所属。

## 歴史
1921-22シーズンにおいて、セリエAがクラブ数の削減を目的としてFIGCとCCIの二つのリーグに分裂した。ノヴェーゼはFIGCに所属し、優勝を果たした。セリエAの歴代優勝クラブには、CCIを優勝したプロ・ヴェルチェッリと同列に書かれている。

## タイトル

### 国内タイトル
- セリエA：1回
  - 1921-22

### 国際タイトル
なし

## 過去の成績
- 2000-01 エッチェッレンツァ・ピエモンテ・ヴァッレ・ダオスタ・ジローネB 13位
- 2001-02 エッチェッレンツァ・ピエモンテ・ヴァッレ・ダオスタ・ジローネB 7位
- 2002-03 エッチェッレンツァ・ピエモンテ・ヴァッレ・ダオスタ・ジローネB 3位
- 2003-04 エッチェッレンツァ・ピエモンテ・ヴァッレ・ダオスタ・ジローネB 優勝 昇格
- 2004-05 セリエD・ジローネA 18位 降格
- 2005-06 エッチェッレンツァ・ピエモンテ・ヴァッレ・ダオスタ・ジローネA 12位
- 2006-07 エッチェッレンツァ・ピエモンテ・ヴァッレ・ダオスタ・ジローネB 2位 昇格
- 2007-08 セリエD・ジローネA 14位
- 2008-09 セリエD・ジローネA 19位 降格
- 2009-10 エッチェッレンツァ・ピエモンテ・ヴァッレ・ダオスタ・ジローネB 2位 昇格
- 2010-11 セリエD・ジローネA 14位
- 2011-12 セリエD・ジローネA 4位
- 2012-13 セリエD・ジローネA 16位
- 2013-14 セリエD・ジローネA 9位
- 2014-15 セリエD・ジローネA 13位
- 2015-16 セリエD・ジローネA 18位

## 歴代所属選手
- ジャンピエロ・ヴェントゥーラ 1976-1978